# Luis Antonio Ribot García
Luis Antonio Ribot García (Valladolid, 28 de enero de 1951) es un historiador español especializado en la Edad Moderna.

## Biografía
El profesor Ribot comenzó su carrera investigadora en la Universidad de Valladolid, donde se licenció en 1975 y doctoró en el curso 1980-1981, llegando a ocupar la cátedra de Historia Moderna. También ejerció como director del Instituto de Historia Simancas de dicha universidad. En el año 2005 abandonó dicha universidad y se trasladó a la Universidad Nacional de Educación a Distancia. Sus principales campos de investigación son la Italia española, la Historia Militar y el reinado de Carlos II.
Luis Ribot recibió el Premio Nacional de Historia de España en 2003 por su libro La Monarquía de España y la Guerra de Mesina (1674-1678).
Elegido el 8 de mayo de 2009 académico de número de la Real Academia de Historia, tomó posesión del cargo el 17 de octubre de 2010. Dedicó su discurso de entrada al tema Orígenes políticos del testamento de Carlos II. La gestación del cambio dinástico en España. Sucedió al historiador Gonzalo Menéndez Pidal y Goyri.